# ألان دود
ألان دود (بالإنجليزية: Alan Dodd)‏ هو لاعب كرة قدم بريطاني، ولد في 20 سبتمبر 1953 في ستوك أون ترينت في المملكة المتحدة. شارك مع منتخب إنجلترا تحت 21 سنة لكرة القدم. أما مع النوادي، فقد لعب مع بورت فايل وستوك سيتي وغايس غوتنبرغ ونادي إلفسبورغ ونادي كورك سيتي ووولفرهامبتون واندررز.